# Escarpement du Niagara

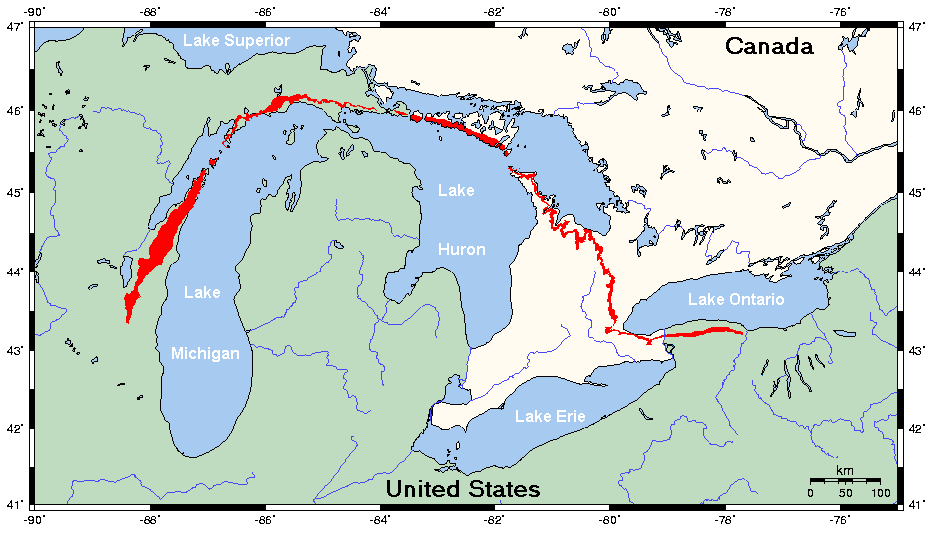
L' escarpement du Niagara (en rouge)

L’escarpement du Niagara ou escarpement de Niagara est un long escarpement ou cuesta aux États-Unis et au Canada qui va de l'ouest de l'État de New York, traverse l'Ontario, le Michigan, le Wisconsin et l'Illinois. Il s'agit d'une formation géologique datant du Silurien. Cet escarpement est particulièrement célèbre grâce à la falaise par-dessus laquelle le Niagara forme les chutes du Niagara.